# Alkersleben
Alkersleben település Németországban, azon belül Türingiában. Lakosainak száma 290 fő (2023. december 31.). Alkersleben Elxleben és Osthausen-Wülfershausen községekkel határos.

## Népesség
A település népességének változása:
| Lakosok száma | 306  | 310  | 305  | 296  | 290  |
|               | 2017 | 2019 | 2021 | 2022 | 2023 |